# Streets – A Rock Opera
Streets – A Rock Opera ist ein Konzeptalbum der US-amerikanischen Heavy-Metal-Band Savatage aus dem Jahr 1991.

## Die Story
Die Hauptperson in Streets ist DT Jesus, ein Drogendealer in New York City, der eine Karriere als Rockstar macht, bevor er selbst drogensüchtig wird und abstürzt. Sein Freund und Manager Tex hilft ihm aus der Gosse. Gerade als DTs Comeback ins Rollen kommt, wird er von seinem Drogenlieferanten Sammy aufgesucht, dem er noch Geld schuldet. Tex kommt zufällig hinzu und will DT helfen, doch Sammy ersticht Tex. DT flüchtet schockiert. Auf seinem Irrweg durch New York sucht er in seiner tiefen Krise Antworten auf seine Fragen in einer Kirche (St. Patrick’s, nicht auf der LP-Version enthalten), bei einem Zuhälter und einem Obdachlosen. Er findet jedoch keine befriedigenden Antworten. Als er sich zu fragen beginnt, ob etwas aus seinem Leben bleiben würde, wenn er nun sterben würde, entdeckt er ein Idol seiner Jugend, einen Musiker, betrunken, stinkend, in Lumpen, sterbend am Straßenrand. Keiner der umstehenden Schaulustigen will diesem eine Hilfe sein. DT jedoch kümmert sich um ihn. Er sieht die Seele des Musikers in Gestalt eines Kindes aus dem Körper treten und empfindet nach diesem Erlebnis tiefe Ruhe und Zufriedenheit, ausgedrückt im Song Believe.
Streets enthält starke religiöse Momente, folgt jedoch den Lehren keiner Konfession, stellt Gott am Ende verzeihender dar, als es in den offiziellen Lehren aller großen christlichen Konfessionen der Fall ist.

## Hintergrund
Die Geschichte wurde von Paul O’Neill bereits 1979, also vor seiner Zusammenarbeit mit Savatage geschrieben. Ursprünglich war das Konzept für ein Broadway-Musical gedacht, bis von Criss Oliva der Vorschlag kam, daraus ein eigenes Album zu machen. Obwohl das Konzeptalbum auf der Story von O’Neill basiert, wurden die meisten Texte von Oliva geschrieben. Zwei der Lieder, die ursprünglich zum Konzept gehörten (Gutter Ballet und When the Crowds Are Gone), wurden bereits auf dem Vorgängeralbum Gutter Ballet verwendet. Eine lyrische Passage aus When The Crowds Are Gone greift der Song Believe auf. Paul O’Neill sagte dazu: „Wenn man sich ein Broadway-Stück ansieht, sieht man es meist zum ersten Mal. Deshalb haben sie Ouvertüren und wiederkehrende Themen, so dass man Melodien vorstellt und sie dann später mit Worten wiedergibt. Das gibt den Leuten eine Chance, sich damit vertraut zu machen. Und Vertrautheit fördert das Wohlbefinden.“
Jon Oliva spielt auf den Liedern Jesus Saves und Can You Hear Me Now Schlagzeug, während Criss Oliva den Bass eingespielt hat. Da die Plattenfirma mit den ursprünglichen Aufnahmen nicht zufrieden war, mussten die beiden Bandmitglieder die Songs umschreiben, um etwas mehr Metal beizufügen. Die Originalversionen sind auf dem Album From the Gutter to the Stage zu hören.
Die Aufnahmen zu diesem Album dauerten fast ein Jahr und es war ursprünglich geplant, es als Doppelalbum zu veröffentlichen.

## Titel
1. Streets – 6:50
2. Jesus Saves – 5:13
3. Tonight He Grins Again – 3:28
4. Strange Reality – 4:56
5. A Little Too Far – 3:25
6. You’re Alive – 1:51
7. Sammy and Tex – 3:07
8. St. Patrick’s – 4:17 *
9. Can You Hear Me Now – 5:11
10. New York City Don’t Mean Nothing – 4:01
11. Ghost in the Ruins – 5:32
12. If I Go Away – 5:17 *
13. Agony and Ecstasy – 3:33
14. Heal My Soul – 2:35
15. Somewhere in Time – 3:17
16. Believe – 5:42

- nicht auf der LP-Version enthalten

Bonustracks:
- auf der europäischen Edel-Records-Wiederveröffentlichung
  - Desiree – 3:54
- auf der europäischen SPV-Wiederveröffentlichung
  - Ghost in the Ruins (live) – 5:20
  - Jesus Saves (live) – 4:02